# Fandemonium
 (octobre 2022).
Si vous disposez d'ouvrages ou d'articles de référence ou si vous connaissez des sites web de qualité traitant du thème abordé ici, merci de compléter l'article en donnant les références utiles à sa vérifiabilité et en les liant à la section « Notes et références ».
Fandemonium est un livre des Red Hot Chili Peppers et du photographe David Mushegain publié le 18 novembre 2014. Le livre présente des photographies et des interviews de fans des Red Hot Chili Peppers, réalisées par Mushegain lors de la tournée I'm with You entre 2011 et 2013. La préface est écrite par le parolier du groupe, Anthony Kiedis , où il raconte sa relation avec ses fans ainsi que ses propres rencontres avec ses idoles. Le livre comporte également des commentaires de Flea, Chad Smith et Josh Klinghoffer, musiciens du groupe, sur ce qu'est être un fan dévoué à sa passion.
Anthony Kiedis, Flea et Chad Smith font une apparition au magasin Barnes & Noble de Los Angeles, en Californie, le 17 novembre 2014 pour une séance de dédicaces à l'occasion de la publication du livre. Kiedis apparaît également au Barnes & Noble de New York le 21 novembre 2014 où il signe des exemplaires du livre et converse avec le journaliste David Fricke du magazine Rolling Stone.